# Даниел Кореа Фрейтас
Даниел Кореа Фрейтас (на португалски: Daniel Corrêa Freitas) е бразилски футболист, полузащитник.

## Кариера
Фрейтас прави дебют в бразилската Серия А за „Ботафого“ на 20 октомври 2013 г. срещу „Вашку да Гама“. Треньорът му дава няколко минути да играе преди края на мача.
На 27 декември 2014 г. се присъединява към „Сао Пауло“ с договор за 3 години.

## Убийство
На 27 октомври 2018 г. Даниел Фрейтас е намерен мъртъв в Сао Жозе дос Пиняиш, след секс скандал по време на парти на негов приятел.